# جیمز فرگوسن (نظامی)
جیمز فرگوسن (انگلیسی: James Fergusson؛ ۱۷ مارس ۱۷۸۷ – ۴ سپتامبر ۱۸۶۵) فرد نظامی اهل پادشاهی متحد بریتانیای کبیر و ایرلند بود. وی همچنین برندهٔ جوایزی همچون نشان حمام شده‌است.